# Frantz Wittouck

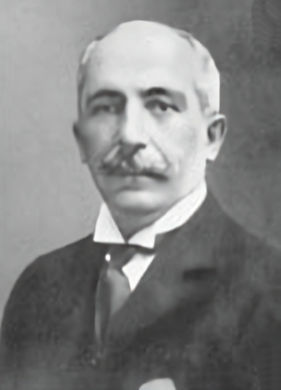
Frantz Wittouck

Frantz Wittouck (Sint-Pieters-Leeuw, 30 maart 1855 - Elsene, 13 juni 1914), was een Belgisch industrieel.

## Levensloop
Frantz werd geboren in 1855 als zoon van Félix-Guillaume Wittouck en Elise Boucquéau.  In 1886 kocht hij met zijn broer Paul Wittouck de Suikerraffinaderij van Wanze. Hij werd er directeur (1887-1900) en voorzitter (1900-1915). In 1894 kochten hij en Paul Wittouck de suikerfabriek van Tienen, die een van de belangrijkste producenten in Europa werd. Hij was ook bestuurder van Suikerfabrieken in Breda en Bergen-op-Zoom. Frantz was veruit de grootste aandeelhouder.
Hij was gehuwd met Albertine Brandeis (Wenen, 1871 - Brussel, 1957).
Ze woonden in "Villa les Bouleaux", door de Brusselaars "Villa Wittouck" genoemd, vlak bij het Vierarmenkruispunt in Tervuren, waar ze een centrum van het culturele en muzikale leven in Brussel van maakten. Een keer hadden ze voor hun vrienden een kleine verrassing voorbereid: Claude Debussy zelf interpreteerde bij hen zijn meest opvallende pianowerken: zijn Quatuor, les Proses lyriques en les Chansons de Bilitis.